# Strumigenys abdita
Strumigenys abdita is een mierensoort uit de onderfamilie van de Myrmicinae. De wetenschappelijke naam van de soort is voor het eerst geldig gepubliceerd in 1939 door Wesson, L.G. & Wesson, R.G..